# Torneo de Brisbane 2009
El Torneo de Brisbane es un evento de tenis de la serie 250, se disputa en Brisbane, Australia, haciendo parte de un par de eventos que hacen de antesala al Australian Open, entre el 4 y 11 de enero de 2009.
Este torneo reemplaza al tradicional Next Generation celebrado en Adelaida para el cuadro masculino, y el Mondial Australian Women en Gold Coast; juegan de forma continua la ATP y WTA.
Este torneo se jugó inaugurando el Queensland Tennis Centre en los suburbios de Brisbane, su cancha principal es la Pat Rafter Arena, llamada así en honor al tenista australiano Patrick Rafter.

## Campeones
- Individuales masculinos: Radek Štěpánek

- Individuales Femeninas: Victoria Azarenka

- Dobles masculinos: Marc Gicquel/ Jo-Wilfried Tsonga

- Dobles Femeninas: Anna-Lena Grönefeld / Vania King

## Cabezas de serie
A continuación se detallan los cabeza de serie de cada categoría. Los jugadores marcados en negrita están todavía en competición. Los jugadores que ya no estén en el torneo se enumeran junto con la ronda en la cual fueron eliminados.

### Cabezas de serie (individuales masculinos)
| 1. | Novak Djokovic     | pierde ante | Ernests Gulbis    | 1.ª ronda        |
| 2. | Jo-Wilfried Tsonga | pierde ante | Richard Gasquet   | Cuartos de final |
| 3. | Fernando Verdasco  | pierde ante | Radek Štěpánek    | Final            |
| 4. | Robin Söderling    | pierde ante | Radek Štěpánek    | Cuartos de final |
| 5. | Tomáš Berdych      | pierde ante | Kei Nishikori     | 2.ª ronda        |
| 6. | Mardy Fish         | pierde ante | Jürgen Melzer     | 1.ª ronda        |
| 7. | Richard Gasquet    | pierde ante | Radek Štěpánek    | Semifinal        |
| 8. | Radek Štěpánek     | vence a     | Fernando Verdasco | Campeón          |

### Cabezas de serie (individuales femeninas)
| 1. | Ana Ivanović        | pierde ante | Amélie Mauresmo   | Cuartos de final |
| 2. | Victoria Azarenka   | vence a     | Marion Bartoli    | Campeona         |
| 3. | Marion Bartoli      | pierde ante | Victoria Azarenka | Final            |
| 4. | Daniela Hantuchová  | pierde ante | Sata Errani       | 1ª ronda         |
| 5. | Amélie Mauresmo     | pierde ante | Marion Bartoli    | Semifinal        |
| 6. | Kaia Kanepi         | pierde ante | Alisa Kleybanova  | 1ª ronda         |
| 7. | Maria Kirilenko     | Se retiró   |                   |                  |
| 8. | Francesca Schiavone | pierde ante | Olga Govortsova   | 1ª ronda         |
| 9. | Ai Sugiyama         | pierde ante | Samantha Stosur   | 1ª ronda         |

### Cabezas de serie (dobles masculinos)
| 1. | Max Mirnyi Andy Ram          | pierden ante | Carsten Ball Chris Guccione     | Cuartos de final |
| 2. | Marcelo Melo André Sá        | pierden ante | Travis Parrot Filip Polášek     | 1ª ronda         |
| 3. | Simon Aspelin Pavel Vízner   | pierden ante | Marc Gicquel Jo-Wilfried Tsonga | Cuartos de final |
| 4. | Martin Damm Robert Lindstedt | pierden ante | Fernando Verdasco Mischa Zverev | Cuartos de final |

### Cabezas de serie (dobles femeninas)
| 1. | Cara Black Liezel Huber               | pierden ante | Daniela Hantuchová Ai Sugiyama  | cuartos de final |
| 2. | Alona Bondarenko Kateryna Bondarenko  | pierden ante | Anna-Lena Groenefeld Vania King | cuartos de final |
| 3. | Victoria Azarenka Francesca Schiavone | pierden ante | Klaudia Jans Alicia Rosolska    | cuartos de final |
| 4. | Tiantian Sun Zi Yan                   | pierden ante | Mervana Jugic-Salkic Shuai Peng | cuartos de final |